# Canton de Saint-Malo-2
Le canton de Saint-Malo-2 est une circonscription électorale française du département d'Ille-et-Vilaine.

## Histoire
Un nouveau découpage territorial d'Ille-et-Vilaine entre en vigueur à l'occasion des élections départementales de 2015. Il est défini par le décret du 18 février 2014, en application des lois du 17 mai 2013 (loi organique 2013-402 et loi 2013-403). Les conseillers départementaux sont, à compter de ces élections, élus au scrutin majoritaire binominal mixte. Les électeurs de chaque canton élisent au Conseil départemental, nouvelle appellation du Conseil général, deux membres de sexe différent, qui se présentent en binôme de candidats. Les conseillers départementaux sont élus pour 6 ans au scrutin binominal majoritaire à deux tours, l'accès au second tour nécessitant 12,5 % des inscrits au 1er tour. En outre la totalité des conseillers départementaux est renouvelée. Ce nouveau mode de scrutin nécessite un redécoupage des cantons dont le nombre est divisé par deux avec arrondi à l'unité impaire supérieure si ce nombre n'est pas entier impair, assorti de conditions de seuils minimaux. En Ille-et-Vilaine, le nombre de cantons passe ainsi de 53 à 27.
Le canton de Saint-Malo-2 est formé de communes des anciens cantons de Dinard (6 communes) et de Saint-Malo-Sud (1 commune) et d'une fraction de la commune de Saint-Malo. Le canton est entièrement inclus dans l'arrondissement de Saint-Malo. Le bureau centralisateur est situé à Saint-Malo.

## Représentation
| Période élective | Période élective | Mandat | Mandat   | Identité        | Nuance | Nuance | Qualité                                                                                        |
| ---------------- | ---------------- | ------ | -------- | --------------- | ------ | ------ | ---------------------------------------------------------------------------------------------- |
| 2015             | 2021             | 2015   | 2021     | Nicolas Belloir |        | LR     | Permanent politique Conseiller municipal de Saint-Malo (depuis 2001)                           |
| 2015             | 2021             | 2015   | 2021     | Sophie Guyon    |        | DVD    | Retraitée fonction publique Conseillère municipale (opposition) de Saint-Lunaire (depuis 2014) |
| 2021             | 2028             | 2021   | en cours | Céline Roche    |        | DVD    | Chef d'entreprise Adjointe au maire de Saint-Malo                                              |
| 2021             | 2028             | 2021   | en cours | Arnaud Salmon   |        | DVD    | Chef d'entreprise Maire de Dinard (depuis 2020). Membre d'Horizons (depuis janvier 2022)       |

### Résultats détaillés

#### Élections de mars 2015
À l'issue du 1er tour des élections départementales de 2015, deux binômes sont en ballottage : Christine Hervé et Michel Penhouet (Union de la Gauche, 40,58 %) et Nicolas Belloir et Sophie Guyon (Union de la Droite, 38,23 %). Le taux de participation est de 50,85 % (18 724 votants sur 36 824 inscrits) contre 50,9 % au niveau départemental et 50,17 % au niveau national.
Au second tour, Nicolas Belloir et Sophie Guyon (Union de la Droite) sont élus avec 52,93 % des suffrages exprimés et un taux de participation de 50,1 % (9 024 voix pour 18 447 votants et 36 824 inscrits).

#### Élections de juin 2021
Le premier tour des élections départementales de 2021 est marqué par un très faible taux de participation (33,26 % au niveau national). Dans le canton de Saint-Malo-2, ce taux de participation est de 36,41 % (13 890 votants sur 38 149 inscrits) contre 34,85 % au niveau départemental. À l'issue de ce premier tour, deux binômes sont en ballottage : Céline Roche et Arnaud Salmon (DVD, 41,18 %) et Vincent Bouche et Véronique Kerguelen (Union à gauche avec des écologistes, 19,87 %).
Le second tour des élections est marqué une nouvelle fois par une abstention massive équivalente au premier tour. Les taux de participation sont de 34,36 % au niveau national, 34,98 % dans le département et 37,25 % dans le canton de Saint-Malo-2. Céline Roche et Arnaud Salmon (DVD) sont élus avec 63,14 % des suffrages exprimés (8 421 voix pour 14 211 votants et 38 151 inscrits),,.

## Composition
Le canton de Saint-Malo-2 comprend sept communes entières et une fraction de la commune de Saint-Malo.
| Nom                                | Code Insee | Intercommunalité            | Superficie (km2) | Population (dernière pop. légale)                | Densité (hab./km2) | Modifier                                    |
| ---------------------------------- | ---------- | --------------------------- | ---------------- | ------------------------------------------------ | ------------------ | ------------------------------------------- |
| Saint-Malo (bureau centralisateur) | 35288      | CA Saint-Malo Agglomération | 36,58            | Fraction : 16 405 (2022) Commune : 47 255 (2022) | 1 292              | modifier les données · modifier les données |
| Dinard                             | 35093      | CC Côte d'Émeraude          | 7,84             | 10 407 (2022)                                    | 1 327              | modifier les données · modifier les données |
| Le Minihic-sur-Rance               | 35181      | CC Côte d'Émeraude          | 3,91             | 1 499 (2022)                                     | 383                | modifier les données · modifier les données |
| Pleurtuit                          | 35228      | CC Côte d'Émeraude          | 29,67            | 7 064 (2022)                                     | 238                | modifier les données · modifier les données |
| La Richardais                      | 35241      | CC Côte d'Émeraude          | 3,14             | 2 624 (2022)                                     | 836                | modifier les données · modifier les données |
| Saint-Briac-sur-Mer                | 35256      | CC Côte d'Émeraude          | 8,06             | 2 228 (2022)                                     | 276                | modifier les données · modifier les données |
| Saint-Jouan-des-Guérets            | 35284      | CA Saint-Malo Agglomération | 9,24             | 2 816 (2022)                                     | 305                | modifier les données · modifier les données |
| Saint-Lunaire                      | 35287      | CC Côte d'Émeraude          | 10,27            | 2 647 (2022)                                     | 258                | modifier les données · modifier les données |
| Canton de Saint-Malo-2             | 3526       |                             |                  | 45 690 (2022)                                    |                    | modifier les données                        |

La partie de la commune de Saint-Malo incluse dans le canton de Saint-Malo-2 est celle située au sud d'une ligne définie par l'axe des voies et limites suivantes : plage des Bas-Sablons, rue de l'Amiral-Magon, place Bouvet, rue Ville-Pépin, place de la Roulais, rue de la Nation, rue de la Pie, rue de la Marne, boulevard des Talards, rue Pierre-de-Coubertin, rue des Antilles, rue Michel-de-la-Bardelière, avenue du Général-de-Gaulle, rue de la Guymauvière, rue du Grand-Jardin, rue du Mottais, rue des Bregeons, rue de la Ville-es-Cours, route départementale 2, ligne de chemin de fer de Rennes à Saint-Malo, jusqu'à la limite territoriale de la commune de Saint-Jouan-des-Guérets.

## Démographie
En 2022, le canton comptait 45 690 habitants, en évolution de +4,67 % par rapport à 2016 (Ille-et-Vilaine : +5,46 %, France hors Mayotte : +2,11 %).
| 2013   | 2018   | 2022   |
| ------ | ------ | ------ |
| 42 880 | 44 361 | 45 690 |